# 풍덕천로
풍덕천로(Pungdeokcheon-ro)는 경기도 용인시 수지구 성복동 이마트사거리에서 대한민국 경기도 용인시 수지구 풍덕천동 풍덕천보도육교삼거리을 잇는 도로다.

## 주요 경유지
경기도
- 용인시 수지구 (성복동 . 풍덕천동)

## 노선
| 이름                 | 접속 노선                        | 소재지         | 소재지         | 소재지         | 비고           |
| 신봉1로와 직결       | 신봉1로와 직결                   | 신봉1로와 직결 | 신봉1로와 직결 | 신봉1로와 직결 | 신봉1로와 직결 |
| -------------------- | -------------------------------- | -------------- | -------------- | -------------- | -------------- |
| 이마트사거리         | 수지로                           | 용인시         | 수지구         | 성복동         |                |
| 정평중학교사거리     | 정평로                           | 용인시         | 수지구         | 풍덕천동       |                |
| 신촌3교              |                                  | 용인시         | 수지구         | 풍덕천동       |                |
| 도서관입구사거리     | 수지로296번길                    | 용인시         | 수지구         | 풍덕천동       |                |
| 로얄스포츠센터사거리 | 문정로                           | 용인시         | 수지구         | 풍덕천동       |                |
| 현대그린프라자삼거리 | 수지로342번길                    | 용인시         | 수지구         | 풍덕천동       |                |
| 수지소방서사거리     | 풍덕천로 189번길 풍덕천로190번길 | 용인시         | 수지구         | 풍덕천동       |                |
| 풍덕천보도육교삼거리 | 국가지원지방도 제23호선 (신수로) | 용인시         | 수지구         | 풍덕천동       |                |

## 주요 건물및 시설
- 풍덕천2동 행정복지센터 (풍덕천로 51/풍덕천동 1051-2)
- BHC 치킨 풍덕천점 (풍덕천로 77/풍덕천동 1060)
- GS25 수지신정마을점 (풍덕천로 78/풍덕천동 1104-1)
- 신월초등학교 (풍덕천로 86/풍덕천동 1097)
- 파리바게뜨 수지구청역점 (풍덕천로 105/풍덕천동 1070-7)
- 이마트24 수지구청역점 (풍덕천로 107/풍덕천동 1075-1)
- SK텔레콤 코넥대리점 풍덕천직영점 (풍덕천로 109/풍덕천동 1075-2)
- 아트박스 용인수지점 (풍덕천로 117/풍덕천동 1075-8)
- 신한은행 수지지점 (풍덕천로 118/풍덕천동 1080-8)
- 올리브영 수지타운 (풍덕천로 119/풍덕천동 1078)
- 수지구청역 (풍덕천로 지하 120/풍덕천동 1045-1)
- 하나은행 수지지점 (풍덕천로 122/풍덕천동 1080-9)
- GS25 수지하나로점 (풍덕천로 122/풍덕천동 1089-9)
- 메가MG커피 수지구청역점 (풍덕천로 130/풍덕천동 719-2)
- 설빙 용인수지점 (풍덕천로 131/풍덕천동 713-4)
- KT 플라자 수지구청점 (풍덕천로 140/풍덕천동 717)
- 이디야커피 수지구청점 (풍덕천로 142/풍덕천동 717-1)
- 버거킹 수지구청역점 (풍덕천로 145/풍덕천동 714-5)
- 수지119안전센터 (풍덕천로 177/풍덕천동 732-6)
- 피자헛 용인수지2호점 (풍덕천로 191/풍덕천동 742)